# Alistra reinga
Alistra reinga là một loài nhện trong họ Hahniidae.
Loài này thuộc chi Alistra. Alistra reinga được Raymond Robert Forster miêu tả năm 1970.